# Nejlepší osud
Nejlepší osud je název knihy z prostředí Star Treku, jejíž autorkou je Američanka Diane Carey. Kniha je samostatným románem, není přepisem žádné televizní epizody či filmu z prostředí Star Treku, ovšem úzce na ně navazuje. V originálu se kniha jmenovala Best Destiny a v USA vydána roku 1992. Chronologicky je posazena za film Star Trek VI: Neobjevená země.

## Obsah
Jak v TV seriálu , tak knihách včetně této na seriál navazující je v popředí děje trojice tvořená kapitánem Jamesem Kirkem, prvním, vědeckým důstojníkem Spockem z planety Vulkán a vrchním lékařem Dr. Leonardem McCoyem. Tuto trojici doplňují další důstojníci - vrchní inženýr Montgomery Scott, komunikační důstojnice Nyota Uhura a dvojice navigačních důstojníků Hikaru Sulu a Pavel Čechov.
Kniha má dvě hlavní časové roviny posunuté o 45 let a příběh přeskakuje mezi nimi. V první současné kapitán James T. Kirk je se svou posádkou na poslední misi již zastaralého hvězdoletu Enterprise k planetě Faramond.
Během letu vzpomíná na události svého vzteklého, vzpurného mládí se svým otcem Georgem Kirkem, který jej vzal na první misi Enterprise NX-01. Té velel kapitán April. Loď byla u planety Faramond přepadena piráty, kteří začali posádku zabíjet. Právě během tohoto střetu, v doteku smrti mladý James dospívá, chápe i otce, úlohu posádky Enterprise. Prokazuje i svou odvahu a schopnosti, dostane se na velkou loď pirátů a postupně ji ničí i s posádkou vedenou Rex Mossem a jeho synem Roy Mossem. Ten jediný je zachráněn, zajat.
Děj se poté přenáší kupředu, opět k planetě Faramond. Zde nachází Kirk zločinného Roy Mosse, který dokázal znehybnit jinou loď Federace Bill of Rights a aktivovat dávné zařízení někdejší civilizace na planetě. Kirk jej opět dokáže zajmout a psychicky zdeptat a obě lodě dostat do bezpečí, planeta je však Mosem zničena. V závěru příběhu přesvědčí Kirk vedení Federace, že lodě typu Enterprise je třeba zachovat. 

## České vydání knihy
Do češtiny knihu přeložila Dana Mikšíková v roce 2001 a vydalo ji nakladatelství Netopejr -  Karel Petřík z Olomouce téhož roku jako svazek 56 v nákladu 1800 kusů. Brožovaná publikace měla cenu 199 Kč, 486 stran, barevnou obálku s portrétem mladého Kirka, titulem a jménem autorky.. 